# 里维耶尔皮洛特
里维耶尔皮洛特（法語：Rivière-Pilote，法語發音：[ʁivjɛʁ pilɔt]）是法国海外省马提尼克的一个市镇，属于勒马兰区。

## 地理
里维耶尔皮洛特（14°29'12"N, 60°54'12"W）面积35.78 平方千米，位于法国海外省马提尼克。
与里维耶尔皮洛特接壤的市镇（或旧市镇、城区）包括：勒马兰、里维耶尔萨莱、圣埃斯普里、圣吕斯、勒沃克兰。
里维耶尔皮洛特的时区为UTC−04:00（大西洋时区）。

## 行政
里维耶尔皮洛特的邮政编码为97211，INSEE市镇编码为97220。

## 政治
里维耶尔皮洛特的现任市长为让-弗朗索瓦·博诺尔（Jean-François Beaunol）先生，任期为2020-2026年。

## 人口
里维耶尔皮洛特于2022年1月1日时的人口数量为11797人。